# Parafia Najświętszej Maryi Panny Nieustającej Pomocy w Nowym Tomyślu
Parafia Najświętszej Maryi Panny Nieustającej Pomocy w Nowym Tomyślu – rzymskokatolicka parafia w Nowym Tomyślu, należy do dekanatu lwóweckiego. Powstała w 1925.
Obecny kościół został zbudowany w 1896 w stylu neoromańskim, rozbudowany o wieżę i część wschodnią w 1925. Wieża kryta jest namiotowym hełmem. Kompozycja w ołtarzu głównym przedstawiająca patronkę kościoła jest dziełem Zygmunta Gromadzińskiego. Witraże w prezbiterium z 1969 roku w nawie z 1980 pochodzą z pracowni Marii Powalisz-Bardońskiej. Wewnątrz przy bocznym wejściu znajdują się tablice pamiątkowe upamiętniające Wojciecha Barteckiego i Walentego Kupczyka inicjatorów budowy kościoła oraz Stanisława Cwiejkowskiego proboszcza zamordowanego w Dachau jak i Michała Kosickiego proboszcza w latach 1946–1981. Obok kościoła znajduje się plebania z 1914 roku, a obok niej pomnik Jana Pawła II postawiony w 2001 roku. Świątynia mieści się przy ulicy Piłsudskiego.

## Grupy parafialne
Rada Parafialna, zespół muzyczny KERYGMA, Akcja Katolicka, ministranci, Żywy Różaniec